# اورلین کلرک
اورلین کلرک (اسپانیایی: Aurélien Clerc‎؛ زادهٔ ۲۶ اوت ۱۹۷۹) دوچرخه‌سوار اهل سوئیس است.
از باشگاه‌هایی که در آن رکاب زده‌است می‌توان به تیم دوچرخه‌سواری ماپی، تیم کوئیک‌استپ فلورز، تیم دوچرخه‌سواری فوناک، تیم دوچرخه‌سواری دیرکت انرژی، و آژ۲آر لا موندیال اشاره کرد.